# Rúbaň
Rúbaň és un poble i municipi d'Eslovàquia que es troba a la regió de Nitra, al sud-oest del país. El 2021 tenia 926 habitants.

## Història
La primera menció escrita de la vila es remunta al 1268.

## Demografia
| Godina             | 1994 | 2004    | 2014   | 2024  |
| ------------------ | ---- | ------- | ------ | ----- |
| Nombre de persones | 1084 | 934     | 1000   | 901   |
| Diferència         |      | −13,83% | +7,06% | −9,9% |

| Godina             | 2023 | 2024   |
| ------------------ | ---- | ------ |
| Nombre de persones | 898  | 901    |
| Diferència         |      | +0,33% |